# Шлютер, Йозеф
Йозеф Шлютер (нем. Josef Schlüter; 30 июня 1833, Арнсберг — 1 февраля 1878, Андернах) — немецкий филолог и музыковед.
Учился в Мюнстере и Гёттингене, в 1857 г. защитил диссертацию. Затем преподавал в гимназиях Кобленца и Эммериха-на-Рейне.
Наиболее известное сочинение Шлютера — «Всеобщая история музыки в доступном изложении» (нем. Allgemeine Geschichte der Musik in übersichtlicher Darstellung; 1863, английский перевод 1865, русский перевод В. Бесселя 1866 с переизданием 1905). В 1870 г. опубликовал также книгу о письмах Бетховена. В 1875 г. выпустил брошюру об Отто фон Бисмарке (нем. Fürst Bismarck, der deutsche Reichskanzler. Ein Lebens- und Charakterbild). Составил два сборника немецких стихов о войне, инспирированных Франко-прусской войной (1871, 1874). Печатался в различных германских газетах как музыкальный и театральный критик.